# Chinotto (boisson)
Pour l’article homonyme, voir Chinotto.
Le chinotto [kiˈnɔtːo] est un soda à base du fruit du même nom (Citrus myrtifolia). Il s'agit d'une boisson gazeuse de couleur caramel et d'aspect de cola. Son goût doux-amer caractéristique est apprécié spécialement en Italie.

## Dénomination
Chinotto est le nom de l'arbre, du fruit et de la boisson. 
Ferrari (1698) mentionne l'oranger nains venu de Goa. Nanino da China chez Vokamer (1708), l'Arantium Sinense aurait été importé de Chine selon lui - d'où son autre nom de chinet - il le décrit comme une petite plante décorative fragile. Gallesio (1811) écrit «L'oranger nain est cultivé à Morviedro, dans [la province] de Valence, où l'on fait un commerce de l'écorce du fruit, dont les zestes desséchés sont en usage pour l'assaisonnement des mets. Il est aussi très cultivé en Ligurie, et principalement à Savone, d' où on en fournissent autrefois les manufactures de confitures de Gênes». Au XIXe siècle il est connu sous les noms de Bigaradier Chinois à feuille de myrte ou Chinois nain, en anglais Myrtle-leaved Orange, en italien Nanino da China et en niçois Chinet picoun. Le fruit est alors confit.

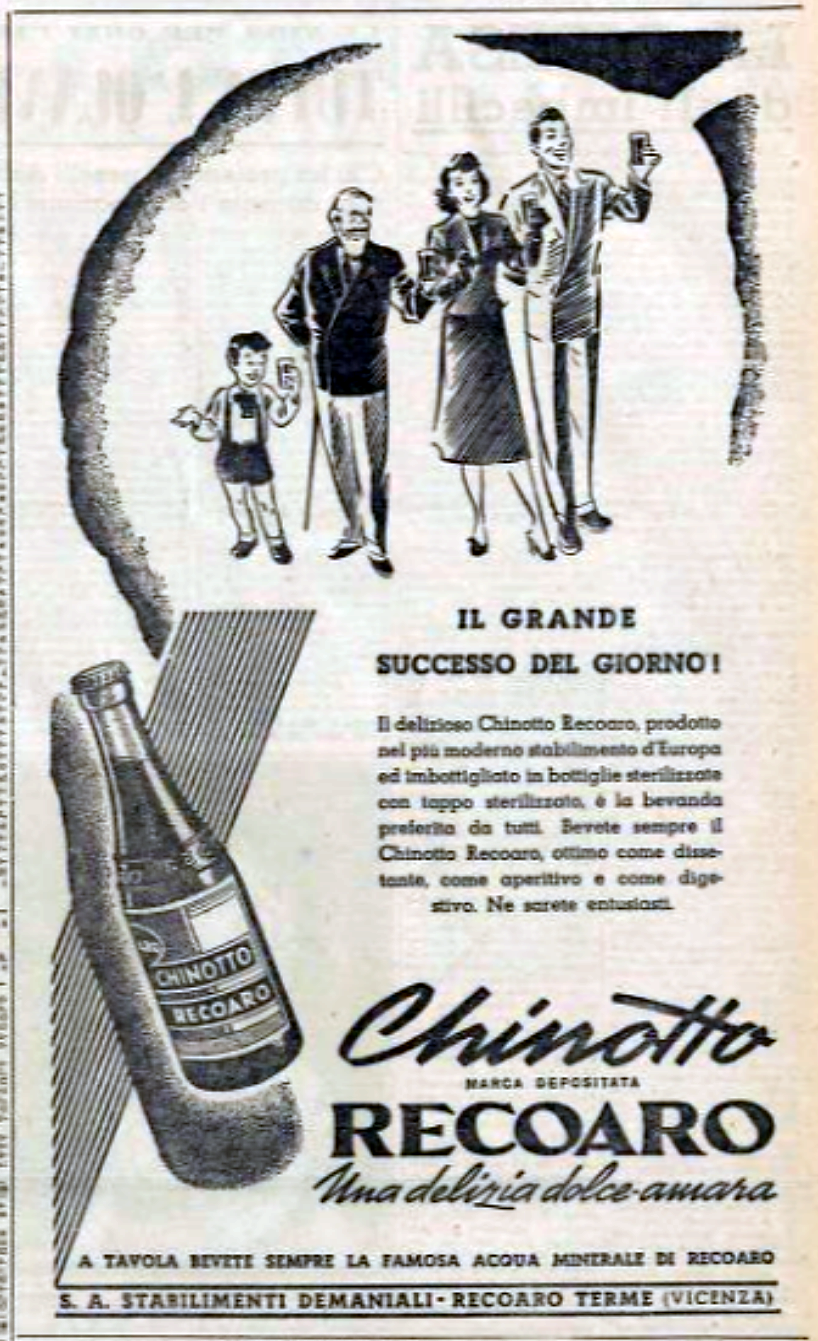
Chinotto (1949) Un délice doux-amer

En 1948 la boisson apparait dans les publicités de la Stampa à base d'eau minérale Recoara qui déposera la marque Chinotto. Dans l'Unità en 1949 parait une publicité pour le chinotto S. Paolo de SIFAG Roma et Chin8Neri ( 8 se dit otto en italien, ce nom se lit [kiˈnɔtːto] façon de contourner la marque déposée) est créé la même année. C'est l'époque des copies de Coca Cola dont Italcola. Chinotto Recoara s'impose en Italie comme boisson à base d'orange. Chinò de Sanpellegrino date de 1958, il est le premier à se mondialiser. Suivront de nombreuses répliques et des sirops sous le nom de Chinotto.

## Composition
Le soda est composé d'eau, de sucre, teinté de caramel, de dioxyde de carbone, d'acide citrique, et d'extrait naturel de chinotto (de 0,03 % à 0,1 %, jusqu'à 0,5 %) et non de jus de chinotto. Les Nutri-scores vont de A pour les édulcorés à E pour les sucrés. Chin8 Neri contient un extrait de chinotto, de la rhubarbe, de la gentiane, de la quinine, de la cannelle, du clou de girofle, de l'orange douce et amère, du quassio, du thym et du tamarin (la vanille, la cannelle, la muscade et de la fleur de néroli sont typiques des cola) et 11,6 / 100 g/ml de sucre.

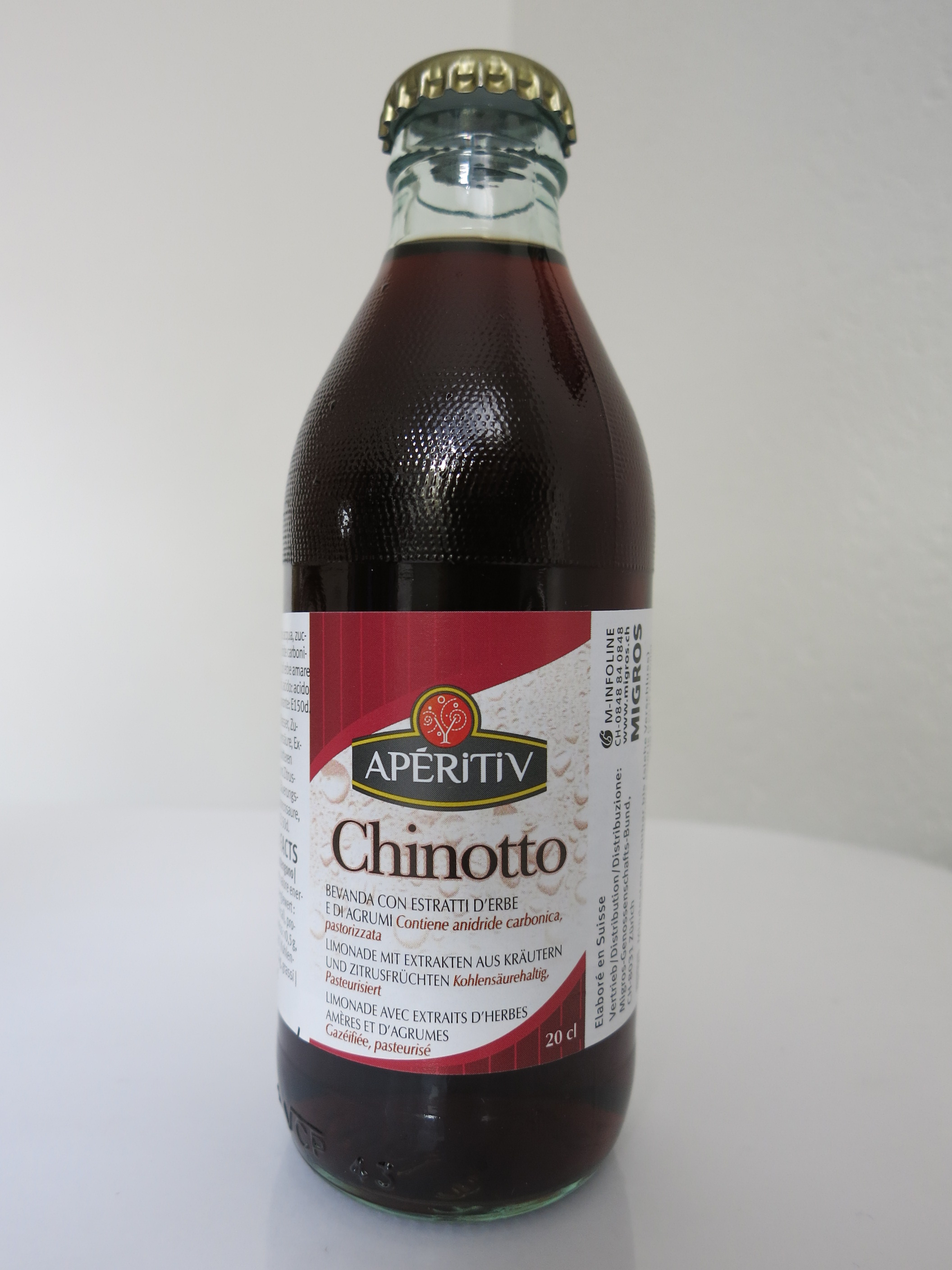
Chinotto sous marque distributeur (Migros)

Une analyse comparative du fruit et des principaux sodas commercialisés sous le nom de chinotto en Italie (2015) montre que les mentions «extrait naturel de chinotto » ou «infusion de chinotto» correspondent à une composition plus ou moins proche de celle du fruit. En revanche «aromatisées au chinotto», «arome de chinotto» correspondent à des boissons sans lien avec le fruit. 
L'acide férulique et la vanilline, la myricétine et la quercétine (très variable selon les marques) des boissons correspondent plus ou moins à la teneur du fruit entier. C'est le fruit vert mais souple qui est utilisé et non le fruit oranger (mûr). Les fruits entiers sont coupés en deux, épépinés, pressés et réduits en purée. Ils ont 16 principaux composés dont le flavone-C-glycoside lucénine-2, le 3-hydroxy-3-méthylglutaryl flavanone glycoside mélitidine et 5 flavones polyméthoxylées (d'où son amertume et ses pouvoirs antioxydants). La concentration de flavonoïdes (780 mg/100 g de matière grasse, ils ne sont pas solubles dans l'eau) est importante. Divers auteurs se montrent positifs sur la capacité antioxydante du fruit et du soda à base d'extrait de fruit.

### Utilisation
Le chinotto est relativement commun dans la diaspora italienne à travers le monde. Des falsifications sont rapportées. La surface cultivée (2023) est seulement de quelques hectares dans la région de Savone et en Sicile.
Le chinotto se boit glacé de préférence en apéritif. Dans un roman de Diego Galdino (2023) le personnage de la princesse boit un verre de chinotto bien frais en apéritif. Elle éprouve 3 sensations: le verre froid dans la main, l’effervescence qui lui chatouille le nez, et le goût doux-amer qui se développe dans la gorge. D'où sa question « Y a-t-il Bouddha là-dedans? ».

## Variantes
Il existe des variantes locales :
- la marque Brio au Canada (plus sucrée que les marques italiennes)[23],
- la marque Bisleri en Australie (propriété de Coca-Cola Amatil),
- au Venezuela, un soda au citron et au citron vert est vendu sous la marque Chinotto (propriété de The Coca-Cola Company)[24],

- Convenção est un chinotto peu sucré brésilien[25], avec camomille, aspérule odorante, gentiane, grande absinthe, chirette verte, cannelle et zeste de chinotto (le producteur conseille de le consommer en fin de repas)[26].

- Kinnie est un soda à base de bigarade produit et consommé à Malte[27].

La macération de chinotto dans du vin sucré est aussi appelée sirop de chinotto, mais contient de l'alcool, le vermouth Mancino Chinato et non chinotto n'en contient pas et atteint 17.5°, Lunga Notte (Ombrie) en contient à côté d'autres agrumes. Il existe aussi des liqueurs de chinotto obtenues par infusion dont une création de Tasmanie Chinotto Citrus Cask.

## Producteurs
Quelques producteurs parmi les plus mentionnés:
- Sanpellegrino (Nestlé) exporte du chinotto depuis l'Italie dans le monde entier sous la marque Chinò .
- Lurisia Mineral Waters produit Il nostro chinotto à partir de chinotto de Savona, Slow food presidium[31].
- Neri de Capranica produit à nouveau son Chin8 Neri.
- Abbondio produit Il chinotto originale.
- L'eau minérale San Benedetto produit un chinotto infusé.
- Terme di Crodo, Chinotto Soda au chinotto de Savone.
- Coca-Cola produit un chinotto en Italie sous la marque Fanta aromatisé (sans extrait de fruit).
- Arnone de Casoria produit un chinotto peu sucré.
- Romanella Drinks produit un chinotto calabrais.
- Tomarchio (Acireale) produit des chinotto dont un bio.
- Polara de Modica produit du chinotto sicilien marque Antica Ricetta Polara[32].
- SBEG BONA produit un chinotto sicilien infusé.
- San Benedetto produit un chinotto zero sans sucre
- Toschi, Fabbri[33], producteurs de sirop diffusent une version sucrée et un Chinotto Zero (extrait de chinotto 0,5 %, sucralose, glycosides de stéviol).

## Anthologie
- Giuseppe Barbera. Agrumi: Una storia del mondo. Il Saggiatore, 2023, cite ce poème[20]:

« Le chinotto est ma drogue 
J'en bois sans m'arrêter 
Quand je suis un peu déprimé 
Ça me remet en paix avec moi-même 
Le chinotto est très agréable 
Il va directement au cerveau 
Avec son goût effervescent 
Il rend l'esprit léger
Le chinotto est comme un mantra 
Il étanche votre soif et vous rafraîchit 
Si vous en buvez sans vous arrêter 
Votre vie prend un sens »

### voir aussi
- soda, bigarade, Cola

### liens externes
- (en) Domenico Cautela et al. Chemical Composition of Chinotto Juice Biol. Life Sci. Forum 2021 , 4 (1), 79.
- Liste de cocktails au chinotto